# Los Morochucos (distrito)
Los Morochucos é um distrito do peru, departamento de Ayacucho, localizada na província de Cangallo.

## Transporte
O distrito de Los Morochucos é servido pela seguinte rodovia:
- AY-103, que liga a cidade de San Salvador de Quije ao distrito
- PE-30D, que liga o distrito de Palpa (Região de Ica) à cidade
- PE-32A, que liga o distrito de Chiara à cidade de Puquio[1][2][3]